# هيو ماكان
هيو ماكان (بالإنجليزية: Hugh McCann)‏ (6 مايو 1954 - ) هو مدرب كرة قدم ولاعب كرة قدم بريطاني في مركز الدفاع. لعب مع نادي سلتيك ونادي ألوا أثليتيك.